# Crimson Dragon
Crimson Dragon es un videojuego de Matamarcianos publicado el 22 de noviembre de 2013 para Xbox One. El videojuego es el sucesor espiritual de las series de Panzer Dragoon, no solamente por la forma de jugar del juego, también por el regreso del personal encargado de ella, como Yukio Futatsugi, creador del videojuego y director de tres de los videojuegos y de Saori Kobayashi, compositor del videojuego y de algunos videojuegos de las series (como Panzer Dragoon Saga y Panzer Dragoon Orta). El 12 de septiembre de 2012, se lanzó el videojuego Crimson Dragon: Side Story para Windows Phone.
El videojuego inicialmente necesitaba Kinect para jugar. Sin embargo, se modificó para poder jugar con un mando analógico dual estándar, aunque tiene algunas acciones que necesitan el Kinect para realizarse, pero no se hizo una demostración en el E3 de 2013.
El videojuego tiene seis tipos de dragones para elegir, con más de 100 habilidades y un modo multijugador cooperativo para tres personas. Los dragones pueden subir de nivel siendo alimentados con la comida que se consigue en las misiones.

## Argumento
El videojuego se ambienta en un planeta inhabitado que fue habitado por dragones, en el que los humanos pueden montar y controlar a los dragones.

## Desarrollo
El videojuego fue desvelado en el Tokyo Game Show de 2011, bajo el nombre de Project Draco e iba a ser lanzado para Xbox 360. En febrero de 2012, fue desvelado el nombre final del videojuego, Crimson Dragon.
Aunque se comunicó que la fecha de lanzamiento en Japón sería el 13 de junio de 2012, el videojuego fue retrasado repentinamente hasta una fecha no especificada. Microsoft emitió un comunicado disculpándose, pero no dio razones por el retraso del videojuego en Japón.
El videojuego reapareció en el E3 de 2013, cambiando su plataforma de Xbox 360 a Xbox One.
- Datos: Q5185689